# Ernst Beckmann (Verwaltungsjurist)
Ernst Beckmann (* 21. September 1893 in Athen; † 27. August 1957 in Marburg an der Lahn) war ein deutscher Verwaltungsjurist. Als Mitglied der NSDAP war er Oberpräsident der Provinz Hessen-Nassau im Freistaat Preußen.

## Leben
Beckmann studierte Rechtswissenschaft an der Albert-Ludwigs-Universität Freiburg. 1912 wurde er im  Corps Hasso-Borussia  aktiv.
Nach bestandenem juristischen Staatsexamen und anschließender Referendarzeit wirkte er ab 1928 als Regierungsrat am Regierungspräsidium Düsseldorf, bevor er 1930 zum Landrat des Oberwesterwaldkreises mit Sitz in Bad Marienberg berufen wurde. 1932 wechselte er in gleicher Funktion ins hessische Witzenhausen. 1938 wurde er in Kassel zunächst zum Regierungsvizepräsidenten, am 1. Juli 1944 dann zum Regierungspräsidenten ernannt. Nach der Verhaftung des Oberpräsidenten Philipp von Hessen wurde Beckmann dessen Nachfolger in der preußischen Provinz Hessen-Nassau bis zu deren Teilung am 30. Juni 1944. Dieses Amt behielt er bis zum Zusammenbruch der nationalsozialistischen Herrschaft. 1945/46 verbrachte er ein Jahr in  Automatischem Arrest. Anschließend kehrte er nicht in den Staatsdienst zurück.
Beckmann war in der Weimarer Republik Mitglied der Deutschen Volkspartei und trat zum 1. Mai 1933 zur NSDAP über (Mitgliedsnummer 2.857.849).